# ニトヌプリ
ニトヌプリは、北海道虻田郡倶知安町と磯谷郡蘭越町にまたがる、ニセコ連峰東山系内の標高1,080 mの火山である。ニセコ積丹小樽海岸国定公園に属する。

## 概要
北峰（山頂）と南峰から成る双耳峰の休火山である。山名は「森のある山」を意味するアイヌ語の「ニドム・ヌプリ」に由来する。

## 近隣の山

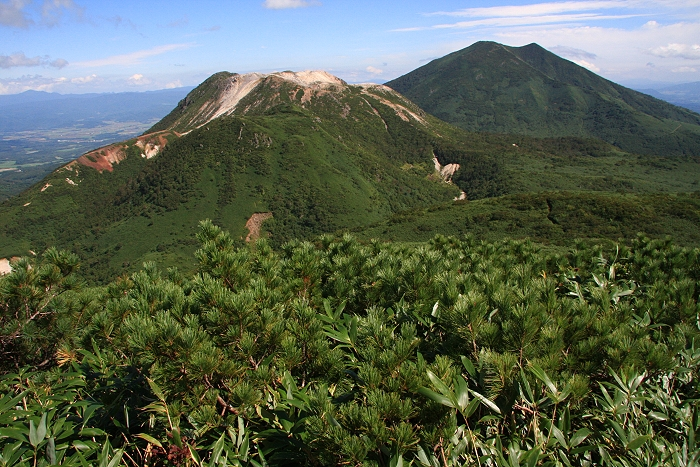
ニトヌプリ山頂から望むイワオヌプリとニセコアンヌプリ

- ワイスホルン (1,045.8 m)
- イワオヌプリ (1,116 m)
- チセヌプリ (1,134.2 m)
- シャクナゲ岳 (1,074 m)